# ワット・プラプッタバート・ラーチャウォラマハーウィハーン
ワット・プラプッタバート (Wat Phra Phutthabat、タイ語: วัดพระพุทธบาท、正式名称: ワット・プラプッタバート・ラーチャウォラマハーウィハーン、Wat Phra Phutthabat Ratchaworamahawihan、タイ語: วัดพระพุทธบาทราชวรมหาวิหาร) は、タイの中部、サラブリー県プラプッタバート郡の仏教寺院（ワット、wat）。

## 概要
格付け
第1級王室認定寺院の一つであり、県内の寺院では最上位格とされる。
タイ国内には40000以上の仏教寺院があるが、建立に王族と関りがあるか否かで明確に格付けされている。前者は王室認定寺院（（泰）พระอารามหลวง）と呼ばれ、310の寺院に絞られる。当寺院は王自らが建立に関わっているため、最上位のพระอารามหลวงชั้นเอก（第1級王室認定寺院の意味）に含まれる。
さらに、「ラーチャウォラマハーウィハーン」もまた格式を意味しており、別の評価基準で最上位となる。
これら2つの基準を組み合わせ全10段階の評価となるが、ともに最上位で筆頭格となる王室寺院は、当寺院をあわせても6寺院しかない。
第1級王室認定寺院のリスト（タイ語）にある23の寺院から「ラーチャウォラマハーウィハーン」（（泰）ราชวรมหาวิหาร）が付く寺院を抽出すると、下記の通り。
| 通称                           | 所在地           | 通称（英語表記）         | 備考                                            |
| ------------------------------ | ---------------- | ------------------------ | ----------------------------------------------- |
| ワット・ポー                   | バンコク         | Wat Pho                  | ラーマ1世、ラーマ3世により再建整備              |
| ワット・マハータート           | バンコク         | Wat Mahathat             | 王宮に近く王族の儀礼や葬儀に使用された          |
| ワット・スタット               | バンコク         | Wat Suthat               | ラーマ1世により建立開始、2世・3世が引き継ぎ完成 |
| ワット・アルン                 | バンコク         | Wat Arun(Temple of Dawn) | タークシンにより再建、ラーマ2世の菩提寺         |
| ワット・プラプッタバート       | サラブリー県     | Wat Phra Phutthabat      | ラーマ1世をはじめ歴代王が再建整備               |
| ワット・プラパトムチェーディー | ナコーンパトム県 | Phra Pathommachedi       | ラーマ4世により巨大仏塔再建                     |

なお、王室専用寺院のワット・プラケオはもともとリストに含まれない。

## 歴史
第24代アユタヤ王、ソンタムの命により創建された。当時森林で発見された大きな窪みを仏陀の足跡、すなわち仏足跡とみなし、これを祀る僧侶のための寺院を建立したのが始まりである。1765年には、仏足跡の上に尖塔（モンドップ）が設けられた。
しかし、アユタヤ王朝は1767年に泰緬戦争により滅亡し、寺院は徹底的に破壊された。現在のモンドップや精舎などは主にチャクリー王朝時代に再建されたものである。
1940年、パホンヨーティン通りが開通したことでバンコクから陸路で参拝することが可能となり、今日に至るまで参拝客が絶えない。

## 影響
- 現所在地である郡（アムプー）の名は当寺院に由来する。
- サラブリー県の県章や県旗にも当寺院の仏塔が描かれている。
- ソンタムはまた、パーサック川から当寺に通じる道路建設を外国人技師に命じたとされ、一説によれば、バーンモー郡の名前は当時のエピソードが由来と伝わる。
- 当寺院の参拝客輸送のために建設された鉄道は、タイ史上初の民営鉄道となった。（1942年運休、1947年廃止）

県旗
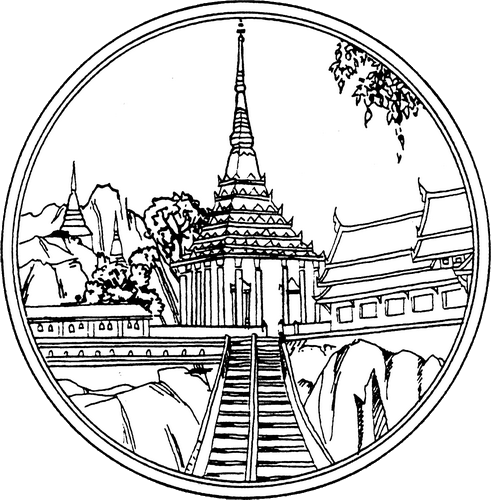
県章